# Bejaria cubensis
Bejaria cubensis es una especie de plantas fanerógamas perteneciente a la familia Ericaceae.

## Descripción
Es un arbusto ramoso, que alcanza un tamaño de 1-2 m de altura; con ramitas costrosas, híspidas y viscosas; las tiernas frecuentemente con largos pelos glandulares. Hojas sésiles, alternas, densas, muy numerosas, lanceoladas o lineales, (2.5-)4.4(-6) x (2-)4(-5) mm, revolutas, coriáceas, agudas; base angosta; haz con pelos glandulares, ralos hacia la base, lampiña en el resto, verde brillante; envés glabro; nervio medio impreso por la haz, prominente por el envés. Inflorescencias terminales, racemosas, con pocas o hasta con 20 flores; ejes y pedúnculos florales híspidos, con pelos unicelularesy pelos largos glandulares. Flores con discos, hermafroditas, heptámeras. Cáliz con 7(8) sépalos, glabros, persistentes. Corola con siete pétalos libres, espatulados u oblanceolados, desiguales. Fruto en cápsula, deprimido o globoso. Semillas numerosas.
Es un endemismo de Cuba.

## Taxonomía
Bejaria cubensis fue descrito por August Heinrich Rudolf Grisebach y publicado en Catalogus plantarum cubensium . . . 52. 1866.